# Lebende Bundespräsidenten Deutschlands
Diese Liste listet zu jedem Zeitpunkt der Geschichte der Bundesrepublik Deutschland die Personen auf, die zu diesem Zeitpunkt schon einmal Bundespräsident waren und noch lebten. Insgesamt gab es zwölf Bundespräsidenten, von denen ab Beginn ihrer Amtszeit maximal sechs gleichzeitig lebten, nämlich vom 18. März 2012 bis zum 31. Januar 2015 die Altbundespräsidenten Walter Scheel, Richard von Weizsäcker, Roman Herzog, Horst Köhler, Christian Wulff und Joachim Gauck. Aktuell leben nur noch die folgenden drei (Alt-)Bundespräsidenten: Christian Wulff, Joachim Gauck und Frank-Walter Steinmeier. Die neun früheren Altbundespräsidenten sind bereits verstorben, zuletzt Horst Köhler am 1. Februar 2025.
| Startdatum         | Enddatum           | Startereignis                                          | Endereignis                             | Anzahl | Bundespräsidenten                                                                            |
| ------------------ | ------------------ | ------------------------------------------------------ | --------------------------------------- | ------ | -------------------------------------------------------------------------------------------- |
| 23. Mai 1949       | 12. September 1949 | Gründung der Bundesrepublik (Erlass des Grundgesetzes) | Amtsantritt von Theodor Heuss           | 0      | –                                                                                            |
| 12. September 1949 | 13. September 1959 | Amtsantritt von Theodor Heuss                          | Amtsantritt von Heinrich Lübke          | 1      | Theodor Heuss                                                                                |
| 13. September 1959 | 12. Dezember 1963  | Amtsantritt von Heinrich Lübke                         | Tod von Theodor Heuss                   | 2      | Theodor Heuss Heinrich Lübke                                                                 |
| 12. Dezember 1963  | 1. Juli 1969       | Tod von Theodor Heuss                                  | Amtsantritt von Gustav Heinemann        | 1      | Heinrich Lübke                                                                               |
| 1. Juli 1969       | 6. April 1972      | Amtsantritt von Gustav Heinemann                       | Tod von Heinrich Lübke                  | 2      | Heinrich Lübke Gustav Heinemann                                                              |
| 6. April 1972      | 1. Juli 1974       | Tod von Heinrich Lübke                                 | Amtsantritt von Walter Scheel           | 1      | Gustav Heinemann                                                                             |
| 1. Juli 1974       | 7. Juli 1976       | Amtsantritt von Walter Scheel                          | Tod von Gustav Heinemann                | 2      | Gustav Heinemann Walter Scheel                                                               |
| 7. Juli 1976       | 1. Juli 1979       | Tod von Gustav Heinemann                               | Amtsantritt von Karl Carstens           | 1      | Walter Scheel                                                                                |
| 1. Juli 1979       | 1. Juli 1984       | Amtsantritt von Karl Carstens                          | Amtsantritt von Richard von Weizsäcker  | 2      | Walter Scheel Karl Carstens                                                                  |
| 1. Juli 1984       | 30. Mai 1992       | Amtsantritt von Richard von Weizsäcker                 | Tod von Karl Carstens                   | 3      | Walter Scheel Karl Carstens Richard von Weizsäcker                                           |
| 30. Mai 1992       | 1. Juli 1994       | Tod von Karl Carstens                                  | Amtsantritt von Roman Herzog            | 2      | Walter Scheel Richard von Weizsäcker                                                         |
| 1. Juli 1994       | 1. Juli 1999       | Amtsantritt von Roman Herzog                           | Amtsantritt von Johannes Rau            | 3      | Walter Scheel Richard von Weizsäcker Roman Herzog                                            |
| 1. Juli 1999       | 1. Juli 2004       | Amtsantritt von Johannes Rau                           | Amtsantritt von Horst Köhler            | 4      | Walter Scheel Richard von Weizsäcker Roman Herzog Johannes Rau                               |
| 1. Juli 2004       | 27. Januar 2006    | Amtsantritt von Horst Köhler                           | Tod von Johannes Rau                    | 5      | Walter Scheel Richard von Weizsäcker Roman Herzog Johannes Rau Horst Köhler                  |
| 27. Januar 2006    | 30. Juni 2010      | Tod von Johannes Rau                                   | Amtsantritt von Christian Wulff         | 4      | Walter Scheel Richard von Weizsäcker Roman Herzog Horst Köhler                               |
| 30. Juni 2010      | 18. März 2012      | Amtsantritt von Christian Wulff                        | Amtsantritt von Joachim Gauck           | 5      | Walter Scheel Richard von Weizsäcker Roman Herzog Horst Köhler Christian Wulff               |
| 18. März 2012      | 31. Januar 2015    | Amtsantritt von Joachim Gauck                          | Tod von Richard von Weizsäcker          | 6      | Walter Scheel Richard von Weizsäcker Roman Herzog Horst Köhler Christian Wulff Joachim Gauck |
| 31. Januar 2015    | 24. August 2016    | Tod von Richard von Weizsäcker                         | Tod von Walter Scheel                   | 5      | Walter Scheel Roman Herzog Horst Köhler Christian Wulff Joachim Gauck                        |
| 24. August 2016    | 10. Januar 2017    | Tod von Walter Scheel                                  | Tod von Roman Herzog                    | 4      | Roman Herzog Horst Köhler Christian Wulff Joachim Gauck                                      |
| 10. Januar 2017    | 19. März 2017      | Tod von Roman Herzog                                   | Amtsantritt von Frank-Walter Steinmeier | 3      | Horst Köhler Christian Wulff Joachim Gauck                                                   |
| 19. März 2017      | 1. Februar 2025    | Amtsantritt von Frank-Walter Steinmeier                | Tod von Horst Köhler                    | 4      | Horst Köhler Christian Wulff Joachim Gauck Frank-Walter Steinmeier                           |
| 1. Februar 2025    | noch unbekannt     | Tod von Horst Köhler                                   | noch unbekannt                          | 3      | Christian Wulff Joachim Gauck Frank-Walter Steinmeier                                        |

## Erlebte und überlebte Nachfolger
Die folgende Tabelle listet zu jedem Bundespräsidenten auf, wie viele seiner Nachfolger er noch miterlebt hat und wie viele sogar überlebt. Ein Nachfolger gilt als überlebt, wenn der entsprechende Altbundespräsident zum Todeszeitpunkt des Nachfolgers noch lebte. Das Kreuz hinter dem Namen symbolisiert, dass der entsprechende Altbundespräsident bereits verstorben ist und die ihm folgenden Zahlen sich nicht mehr ändern können, bei den noch lebenden (Alt-)Bundespräsidenten können die Zahlen in den beiden letzten Spalten noch wachsen.
| Nr. | Bundespräsident              | Lebensdaten | Todesalter (in Jahren) | Amtszeit  | erlebt | überlebt |
| --- | ---------------------------- | ----------- | ---------------------- | --------- | ------ | -------- |
| 01  | Theodor Heuss FDP †          | 1884–1963   | 79                     | 1949–1959 | 1      | 0        |
| 02  | Heinrich Lübke CDU †         | 1894–1972   | 77                     | 1959–1969 | 1      | 0        |
| 03  | Gustav Heinemann SPD †       | 1899–1976   | 76                     | 1969–1974 | 1      | 0        |
| 04  | Walter Scheel FDP †          | 1919–2016   | 97                     | 1974–1979 | 7      | 3        |
| 05  | Karl Carstens CDU †          | 1914–1992   | 77                     | 1979–1984 | 1      | 0        |
| 06  | Richard von Weizsäcker CDU † | 1920–2015   | 94                     | 1984–1994 | 5      | 1        |
| 07  | Roman Herzog CDU †           | 1934–2017   | 82                     | 1994–1999 | 4      | 1        |
| 08  | Johannes Rau SPD †           | 1931–2006   | 75                     | 1999–2004 | 1      | 0        |
| 09  | Horst Köhler CDU †           | 1943–2025   | 81                     | 2004–2010 | 3      | 0        |
| 10  | Christian Wulff CDU          | 1959–       | –                      | 2010–2012 | 2      | 0        |
| 11  | Joachim Gauck PARTEILOS      | 1940–       | –                      | 2012–2017 | 1      | 0        |
| 12  | Frank-Walter Steinmeier SPD  | 1956–       | –                      | 2017–2027 | 0      | 0        |

## Analyse
Die ersten drei Bundespräsidenten starben alle in der Amtszeit ihres direkten Nachfolgers, womit die ersten vier Bundespräsidenten alle zu einem gewissen Zeitpunkt die einzigen lebenden Menschen waren, die das Amt des Bundespräsidenten bereits ausgeführt hatten. Diese Reihe beendete der vierte Bundespräsident, Walter Scheel, der erst am 24. August 2016 im Alter von 97 Jahren starb und damit der älteste Altbundespräsident in der Geschichte der Bundesrepublik wurde. Er erlebte sieben seiner Nachfolger und überlebte drei. Kein weiterer Altbundespräsident überlebte mehr als einen Nachfolger. Im Gegensatz zur US-amerikanischen und österreichischen Präsidentengeschichte starb in der Bundesrepublik noch nie ein amtierender Präsident, also erlebte jeder Bundespräsident seinen direkten Nachfolger.